# Al-Nassr FC
Al-Nassr Football Club (arabisk: نادي النصر السعودي) er en saudiarabisk fodboldklub fra hovedstaden Riyadh. Klubben spiller på nuværende tidspunkt i ligaen Saudi Professional League, den bedste række i Saudi-Arabien.

## Historien bag
Al-Nassr FC blev grundlagt i 1955, og blev professionaliseret i 1960. De rykkede for første gang op i den bedste række i 1963, og vandt deres første mesterskab i 1975. Klubben var i løbet af resten af 1900-tallet en af de mest succesfulde hold i landet, og vandt 6 mesterskaber, med den seneste i 1995. Herefter kom der dog en tør periode for klubben, før at de endeligt vandt deres næste mesterskab i 2013-14 sæsonen. Deres seneste mesterskab var i 2018-19 sæsonen. Klubben hentede i december 2022 verdensstjernen Cristiano Ronaldo.

## Titler

### Nationale titler
- Saudi Professional League: 9 (1974-75, 1979-80, 1980-81, 1988-89, 1993-94, 1994-95, 2013-14, 2014-15, 2018-19)
- King Cup: 6 (1974, 1976, 1981, 1986, 1987, 1990)
- Saudi Crown Prince's Cup: 3 (1972-73, 1973-74, 2013-14)
- Saudi Super Cup: 2 (2019, 2020)
- Saudi Second League: 1 (1963)

### Internationale titler
- Asian Cup Winners' Cup: 1 (1997-98)
- Asian Super Cup: 1 (1998)
- GCC Champions League: 2 (1996, 1997)

## Nuværende trup
Oversigten er opdateret til og med 31. december 2022.| Nr. | Land            | Position | Spiller                  |
| --- | --------------- | -------- | ------------------------ |
| 1   | Saudi-Arabien   | MM       | Amin Bukhari             |
| 2   | Saudi-Arabien   | FO       | Sultan Al-Ghannam        |
| 4   | Saudi-Arabien   | FO       | Mohammed Al-Fatil        |
| 5   | Saudi-Arabien   | FO       | Abdulelah Al-Amri        |
| 7   | Portugal        | AN       | Cristiano Ronaldo        |
| 8   | Saudi-Arabien   | MI       | Abdulmajeed Al-Sulaiheem |
| 9   | Cameroun        | AN       | Vincent Aboubakar        |
| 11  | Saudi-Arabien   | MI       | Khalid Al-Ghannam        |
| 13  | Elfenbenskysten | FO       | Ghislain Konan           |
| 14  | Saudi-Arabien   | MI       | Sami Al-Najei            |
| 16  | Saudi-Arabien   | AN       | Mohammed Maran           |
| 17  | Saudi-Arabien   | MI       | Abdullah Al-Khaibari     |
| 18  | Brasilien       | MI       | Luiz Gustavo             |
| 19  | Saudi-Arabien   | MI       | Ali Al-Hassan            |
| 20  | Saudi-Arabien   | FO       | Hamad Al Mansour         |
| 21  | Spanien         | FO       | Álvaro González          |

| Nr. | Land          | Position | Spiller               |
| --- | ------------- | -------- | --------------------- |
| 23  | Saudi-Arabien | MI       | Ayman Yahya           |
| 24  | Saudi-Arabien | FO       | Mansour Al-Shammari   |
| 25  | Colombia      | MM       | David Ospina          |
| 27  | Saudi-Arabien | FO       | Majed Qasheesh        |
| 29  | Saudi-Arabien | MI       | Abdulrahman Ghareeb   |
| 30  | Saudi-Arabien | AN       | Meshari Al-Nemer      |
| 31  | Saudi-Arabien | MM       | Abdulaziz Al-Owairdhi |
| 33  | Saudi-Arabien | MM       | Waleed Abdullah       |
| 44  | Saudi-Arabien | MM       | Nawaf Al-Aqidi        |
| 45  | Saudi-Arabien | MI       | Abdulfattah Asiri     |
| 46  | Saudi-Arabien | MI       | Abdulaziz Al-Aliwa    |
| 55  | Saudi-Arabien | FO       | Abdulaziz Al Faraj    |
| 59  | Saudi-Arabien | FO       | Yousef Haqawi         |
| 77  | Usbekistan    | MI       | Jaloliddin Masharipov |
| 78  | Saudi-Arabien | FO       | Ali Lajami            |
| 94  | Brasilien     | AN       | Anderson Talisca      |